# サマーラ
サマーラ（ロシア語: Самара, Samara, サマラとも）は、ヴォルガ川東岸にあるロシア連邦の都市。1935年から1990年まではソ連共産党政治局員・副首相・ゴスプラン議長等を歴任した革命家ヴァレリヤン・クイビシェフに因んでクイビシェフ（Куйбышев, Kuybyshev）と呼ばれていた。
ヨーロッパ・ロシアの南東部にあるサマラ州の行政の中心。人口は116万人で、ロシア国内では上位10大都市に名を連ねる。ヴォルガ川が大きく東へ屈曲し、サマーラ川が合流する場所に建つ。サマーラ市の西はヴォルガ川が流れ、北はソコルイ丘陵、東と南はステップ（草原）が広がっている。サマーラ州のサマーラ・トリヤッチ・シズラニを中心とした大都市圏は重工業などが盛んで、全体の人口は300万人に達する。
サマーラの生活はヴォルガ川とは切り離せない。ヴォルガはサマーラ発展の鍵を握る物流と交易の道であったが、それだけでなくヴォルガの幅広い流れが作る景観がサマーラを特徴づけている。ヴォルガ河畔の通りや公園はサマーラ市民や観光客のお気に入りの散歩道であり、この町を訪れた多くの文人がヴォルガ川に沿った長く美しい川岸の景色を愛でてきた。
1586年にタタール人に対する防衛の基地が築かれ、その後、ヴォルガ地域の穀物の交易の中心地として発展した。機械工業・化学工業などが盛ん。宇宙船「ソユーズ」や人工衛星を造る航空宇宙産業の中心でもあるため、冷戦期には閉鎖都市にされていた。第二次世界大戦でドイツ軍がモスクワに迫った際には、多くの政府機関がサマーラに移された。

## 歴史

### 初期の歴史

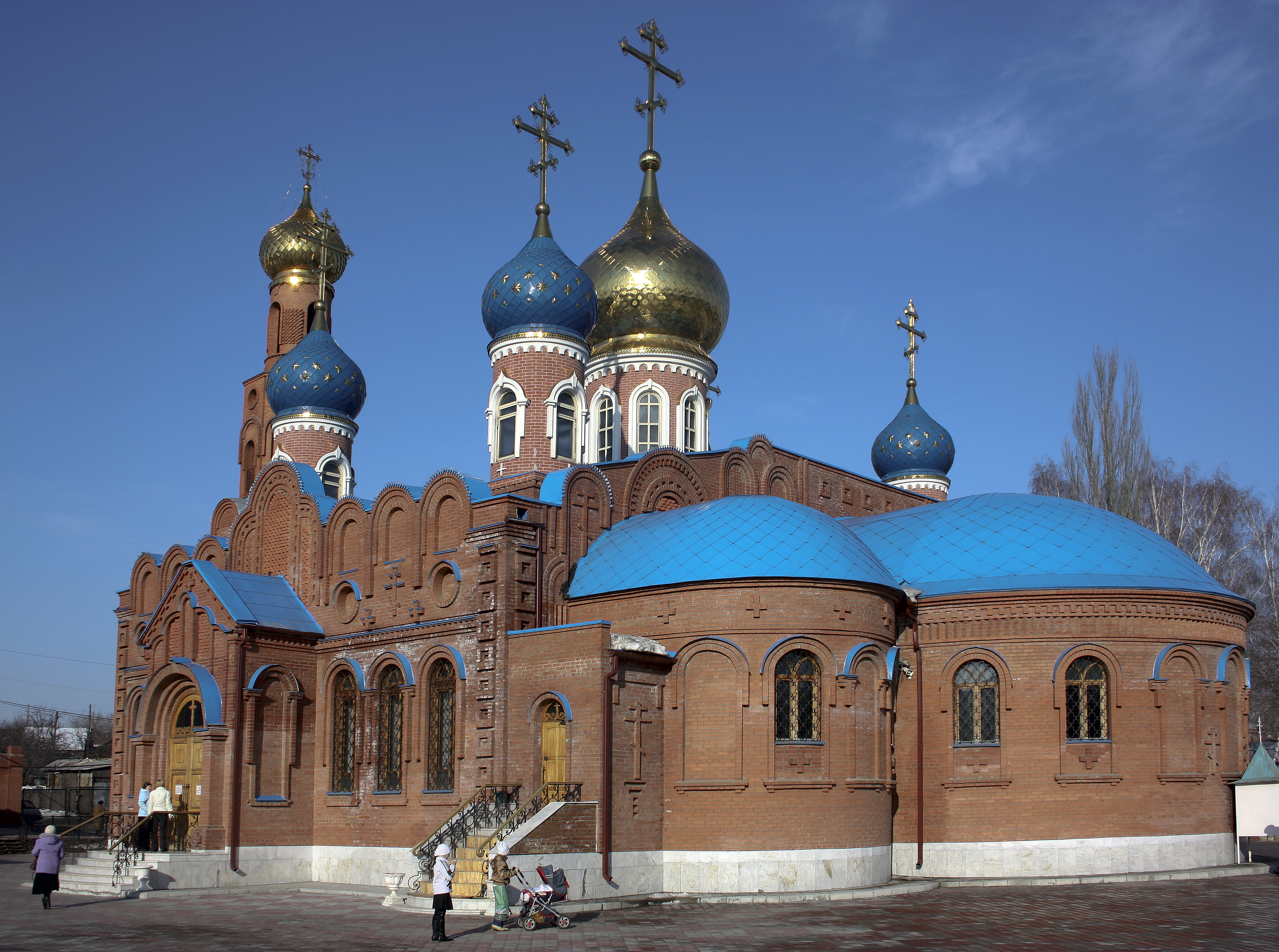
救世主復活聖堂

伝説では、1357年にモスクワ府主教アレクシウス（後にサマーラの守護聖人となった）がこの地を訪れ、ここに大都市ができること、その街は決して荒され破壊されることはないだろうことを予言したとされる。ヴォルガ川の河港サマーラは14世紀にイタリア人が制作した地図には既に登場しているが、サマーラ建市の正式な年は、ヴォルガ川とサマーラ川の合流点にロシア南東の国境を遊牧民族から守り、カザンとアストラハンの間の河川交通路も守る要塞（クレムリ）が築かれた1586年とされている。この要塞は、ヴォルガ下流やカスピ海沿岸やステップ地帯の彼方に住む東方の民族との交易所でもあり、1600年には税関ができている。
サマーラの港に入る船が増えるにつれ、サマーラは次第にロシアと中央アジア・中東を結ぶ外交と貿易の中心となっていった。サマーラは、スチェパン・ラージンやエメリヤン・プガチョフといったコサック出身の反乱者の軍に扉を開き、伝統的なパンと塩でもてなしている。

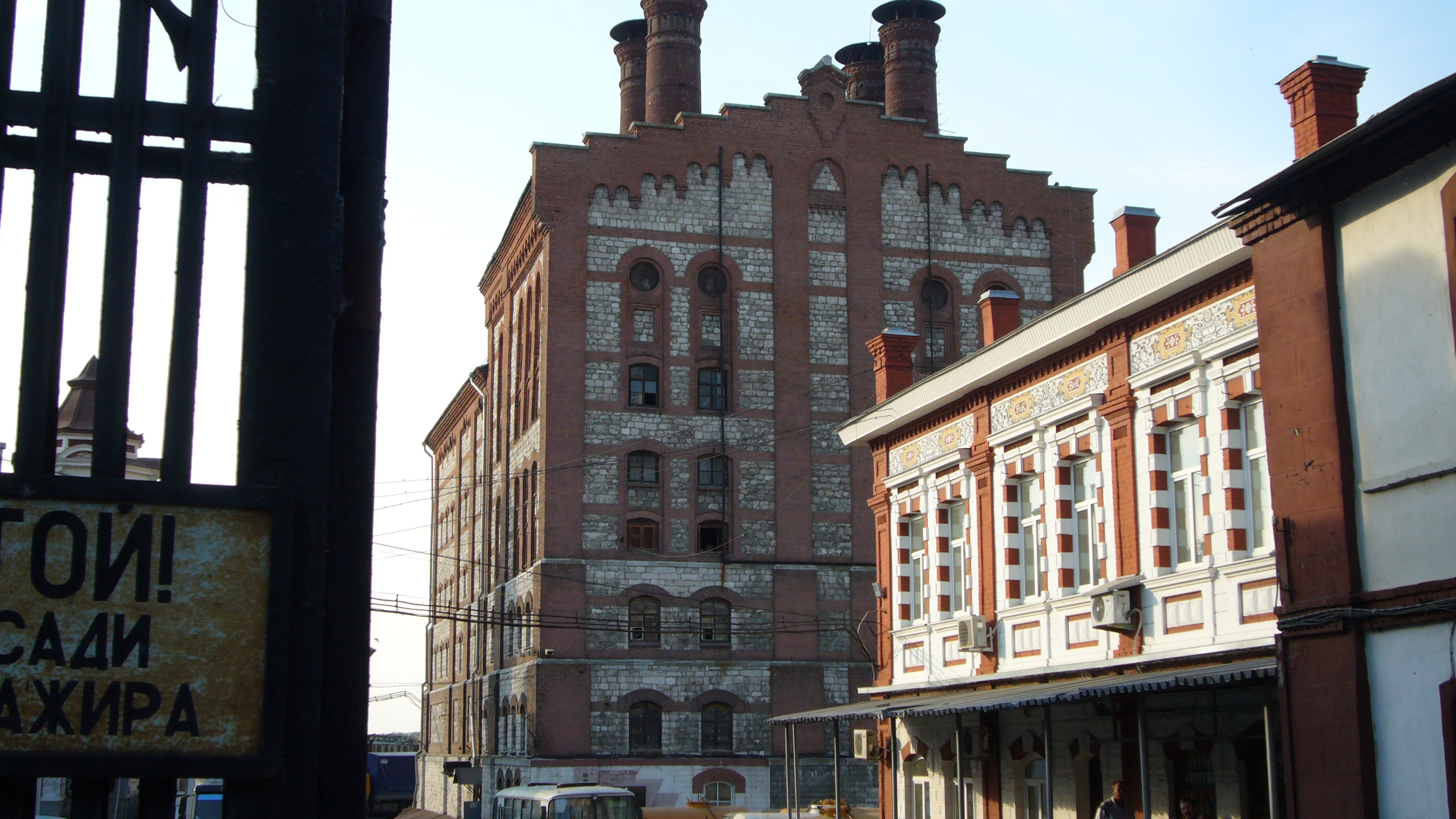
サマーラの古いブルワリー

カザン県やアストラハン県に属していた1780年、サマーラはシンビルスクを中心とする県の中の郡中心地となり、裁判所や財務委員会などが設置された。1851年1月1日には新設されたサマーラ県の中心となっている。当時、人口は20,000人ほどであった。県の中心となったことで経済や政治・文化・市民生活の成長に拍車がかかった。19世紀末から20世紀初頭には、パンの取引や小麦粉製粉業でサマーラ経済は大きく拡大した。サマーラのブルワリーは1880年代に誕生し、ケニツァー・マカロニ工場、鉄工場、製菓工場、マッチ工場など食品工業や軽工業が花開いた。この時期、立派な邸宅や行政庁舎なども次々建てられ、1877年にはオレンブルクとの鉄道も通った。スボーチン家、クルリン家、シホバロフ家、そしてサマーラの製粉業の創始者でありサマーラ成長の立役者でもあるスミルノフ家といった人々の経営する商社は、ロシアのみならず各国に農産品や食品を輸出することで世界的に知られるようになった。また石炭を産するドネツ炭田地方（ドンバス）と金属鉱石を産するウラル山脈の鉱山地帯の中間にあるという位置関係から、金属工業や機械工業も誕生した。サマーラの急速な成長は同時期に急発展していたアメリカ合衆国の若い大都市になぞらえられ、当時の人々はサマーラを「ロシアのニューオーリンズ」「ロシアのシカゴ」などと呼んだ。

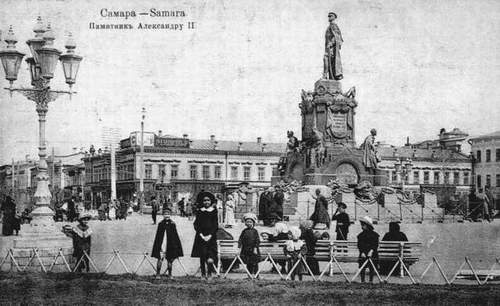
1908年のサマーラ、アレクサンドル2世記念碑

20世紀初頭には人口は100,000人を超え、ヴォルガ地方の交易・産業の大きな中心都市となった。1917年のロシア革命時にはボリシェヴィキが市政を掌握したが、ロシア内戦が始まり、1918年6月8日にはチェコ軍団に支援された憲法制定議会議員委員会（Комуч，コムーチ）がサマーラを占領した。ボルシェヴィキの反対党派出身者が多く民主主義的な反革命を標榜する彼らはソヴィエトを解散させ、一時はヴォルガ流域の広い範囲の、1,200万人近くの人々が住む地域を治めたが、1918年10月7日に赤軍第4軍によりサマーラが陥落し崩壊へ向かった。

### ソビエト時代

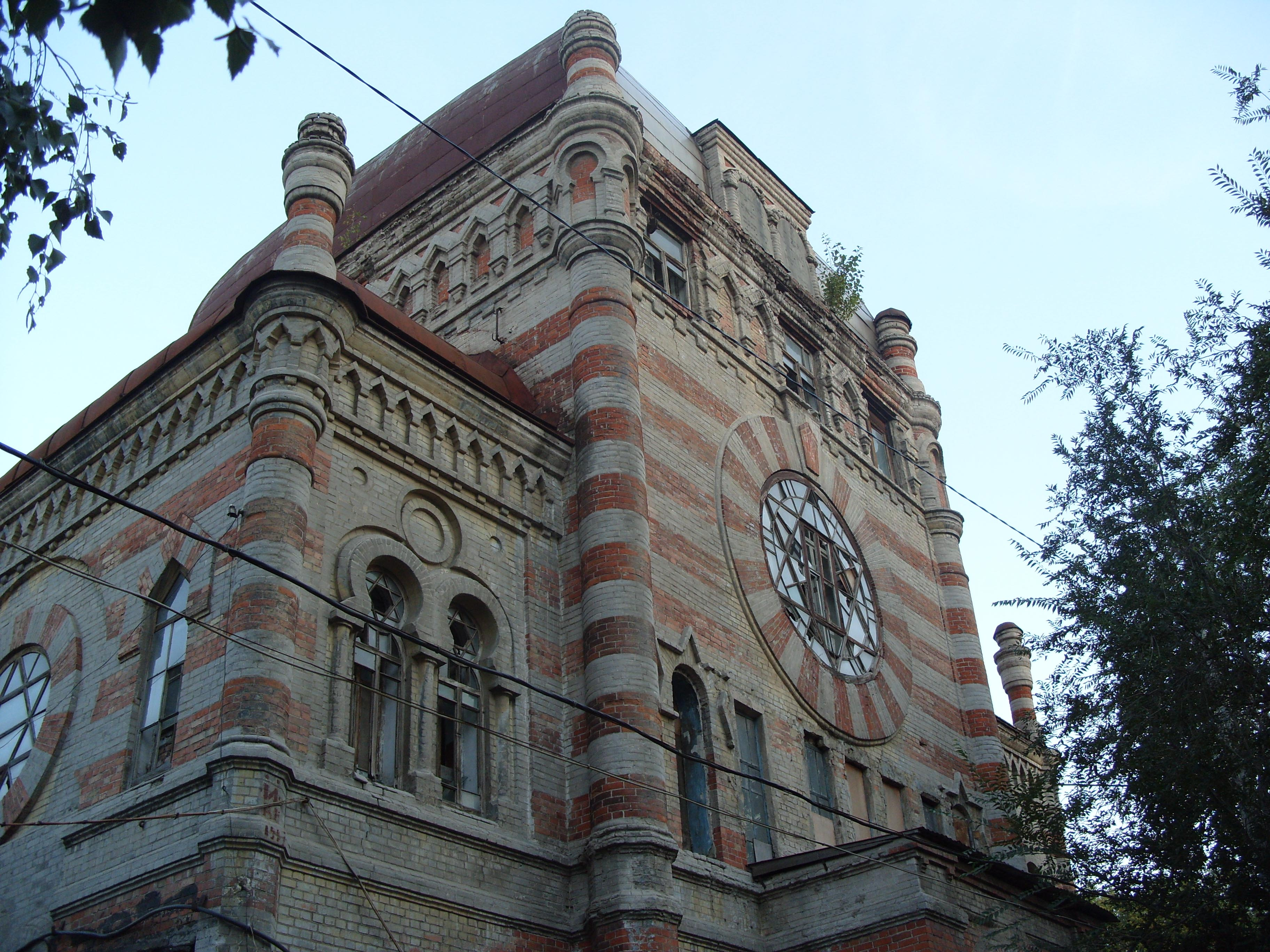
サマーラのシナゴーグ

1921年、サマーラを大飢饉が襲った。人々を救うため、極地探検家フリチョフ・ナンセン、デンマークの作家マーティン・アナセン・ネクセ、スウェーデン赤十字社、アメリカ合衆国から駆け付けた人々などがサマーラへ訪れている。1928年にサマーラ州が設置されるとその州都となり、1935年にはヴァレリヤン・クイビシェフの栄誉をたたえてクイビシェフと改名された。
独ソ戦時、クイビシェフはモスクワがドイツ軍に占領された場合のソ連の臨時首都候補に選ばれた。1941年10月にはソ連共産党幹部、政府機関、各国からの外交官、文化人などがスタッフとともにクイビシェフへ避難した。ヨシフ・スターリンのための掩蔽壕も建設されたが、これが使用されることはなかった。

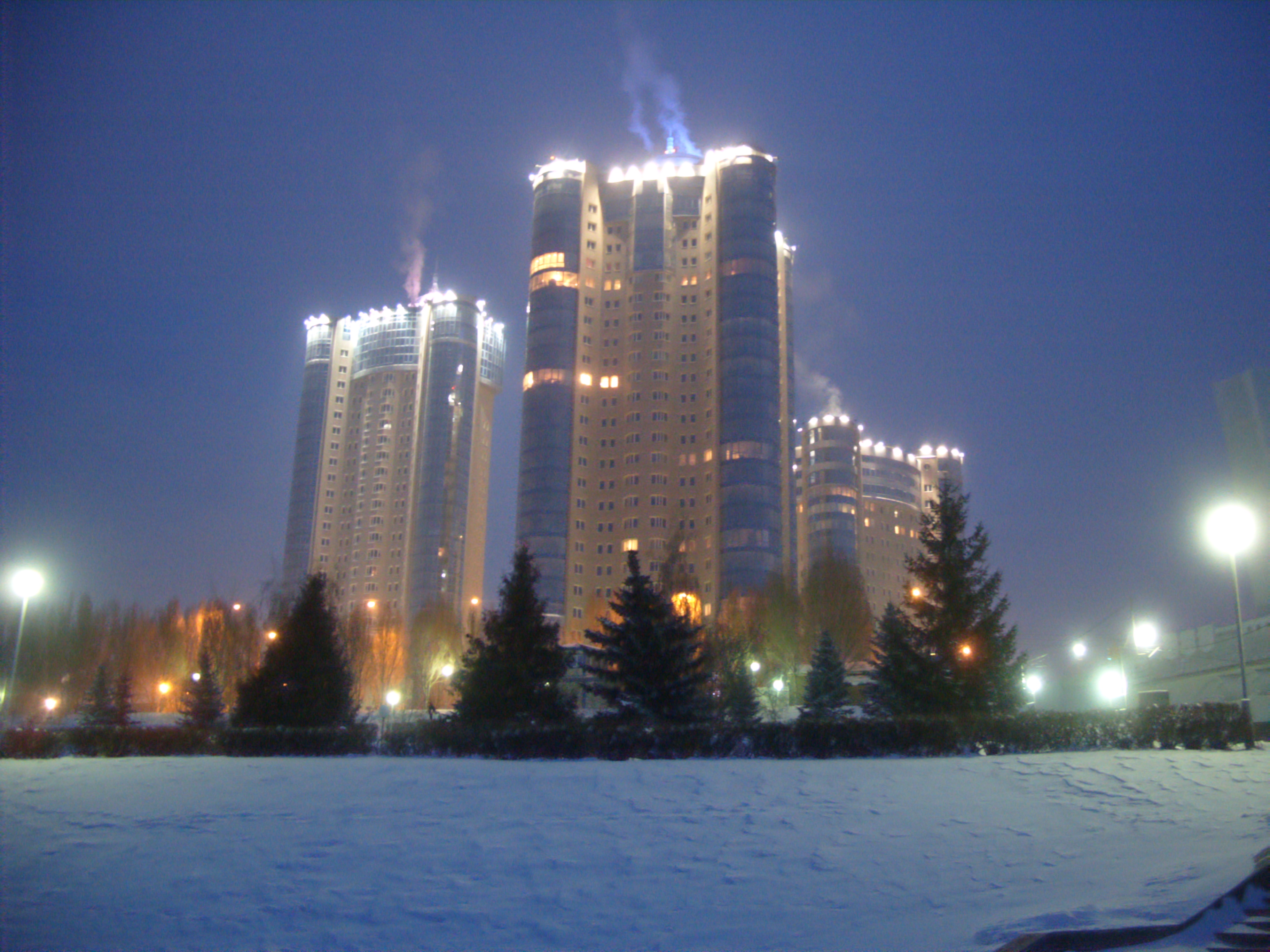
サマーラの高層住宅地区、冬の凍結したヴォルガ川から望む

クイビシェフは、ソ連有数の産業都市として赤軍の武器製造に大きな役割を果たした。独ソ戦の開始直後にはクイビシェフは戦闘機、火器、弾薬を前線に供給した。1941年11月7日の十月革命記念日にはクイビシェフの中心の広場で大パレードが挙行された。1942年3月5日、ドミートリイ・ショスタコーヴィチの交響曲第7番「レニングラード」が、サムイル・サモスード指揮、ボリショイ劇場オーケストラの演奏で、クイビシェフ市のオペラ・バレエ劇場で初演されている。市の健康センター、および病院のほとんどは前線から送られてくる兵士のための病院と化し、ポーランド人部隊やチェコスロバキア人部隊がヴォルガの軍管区で結成された。クイビシェフ市民の多くも兵士となり前線へ出て行った。1943年夏までクイビシェフはソ連の臨時首都となっていたが、モスクワへのドイツ軍の脅威がなくなったため、同年首都機能はすべてモスクワへ戻されている。
戦後、国防産業・軍需産業がクイビシェフで急速に発展した。既存の工場も軍需工場に変わり、新たな軍需工場が建設され、クイビシェフは国内外の人々の立ち入りを厳しく制約する閉鎖都市とされた。1960年にはミサイル関連産業の中心地となった。人類初の有人飛行を成し遂げたボストークロケットはプログレス工場で建造された。宇宙飛行士ユーリイ・ガガーリンは初飛行後にクイビシェフで休息しており、プログレス工場の工員たちに地球帰還後初のスピーチを行った。またクイビシェフの工業は、ソ連の宇宙計画のみならず航空産業にも大きな役割を果たしている。1942年末にクイビシェフで組み立てられた対地攻撃機イリューシンIl-2のうち一機が現在もサマーラにモニュメントとして置かれている。この機体は1943年にカレリア上空で大破したものの重傷を負ったパイロットのK.コトリャロフスキーが近くの湖に胴体着陸させたもので、1975年にクイビシェフに運ばれ、大祖国戦争で戦った兵士やパイロットの記念碑として大通りの交差点に設置された。

### ソ連以後
1991年1月、市名はクイビシェフから歴史的なサマーラの名に戻された。21世紀初頭のサマーラはロシアの工業の中心の一つであり続けていると同時に、多民族が共存してきた都市として、多くの歴史や文化財を抱える都市でもありつづけている。

## 気候
気候はおおむね大陸性気候であり、夏は暑く冬は寒い。
真夏の気温は24～34℃（76～94℉）程まで上がり、真冬の気温は－14～－34℃（6～－30℉）程まで下がる。
夏でもあまり暑くないと思い込んでいる人もいるが、月平均の最高気温が30℃（86℉）ぐらいまで上がることもある。乾燥しているため、昼夜の気温差も激しい。
| サマーラの気候                | サマーラの気候 | サマーラの気候 | サマーラの気候 | サマーラの気候 | サマーラの気候 | サマーラの気候 | サマーラの気候 | サマーラの気候 | サマーラの気候 | サマーラの気候 | サマーラの気候 | サマーラの気候 | サマーラの気候 |
| 月                            | 1月            | 2月            | 3月            | 4月            | 5月            | 6月            | 7月            | 8月            | 9月            | 10月           | 11月           | 12月           | 年             |
| ----------------------------- | -------------- | -------------- | -------------- | -------------- | -------------- | -------------- | -------------- | -------------- | -------------- | -------------- | -------------- | -------------- | -------------- |
| 最高気温記録 °C （°F）        | 4.2 (39.6)     | 6.8 (44.2)     | 15.8 (60.4)    | 31.1 (88)      | 34.4 (93.9)    | 39.6 (103.3)   | 39.0 (102.2)   | 37.7 (99.9)    | 34.2 (93.6)    | 26.0 (78.8)    | 14.0 (57.2)    | 7.3 (45.1)     | 39.6 (103.3)   |
| 平均最高気温 °C （°F）        | −9.3 (15.3)    | −8.1 (17.4)    | −1.7 (28.9)    | 11.0 (51.8)    | 20.3 (68.5)    | 24.6 (76.3)    | 26.0 (78.8)    | 24.5 (76.1)    | 18.2 (64.8)    | 8.4 (47.1)     | −0.7 (30.7)    | −6.3 (20.7)    | 9.0 (48.2)     |
| 平均最低気温 °C （°F）        | −15.9 (3.4)    | −15.4 (4.3)    | −8.8 (16.2)    | 1.9 (35.4)     | 9.2 (48.6)     | 13.8 (56.8)    | 15.7 (60.3)    | 14.0 (57.2)    | 8.6 (47.5)     | 1.4 (34.5)     | −5.7 (21.7)    | −12.1 (10.2)   | 0.6 (33.1)     |
| 最低気温記録 °C （°F）        | −43.0 (−45.4)  | −36.9 (−34.4)  | −31.4 (−24.5)  | −20.9 (−5.6)   | −4.9 (23.2)    | −0.4 (31.3)    | 2.0 (35.6)     | 2.3 (36.1)     | −3.4 (25.9)    | −27.3 (−17.1)  | −28.1 (−18.6)  | −41.3 (−42.3)  | −43.0 (−45.4)  |
| 降水量 mm （inch）            | 46 (1.81)      | 35 (1.38)      | 33 (1.3)       | 39 (1.54)      | 32 (1.26)      | 58 (2.28)      | 64 (2.52)      | 52 (2.05)      | 45 (1.77)      | 52 (2.05)      | 54 (2.13)      | 51 (2.01)      | 561 (22.09)    |
| 出典：Pogoda.ru.net 8.09.2007 |                |                |                |                |                |                |                |                |                |                |                |                |                |

## 教育・文化

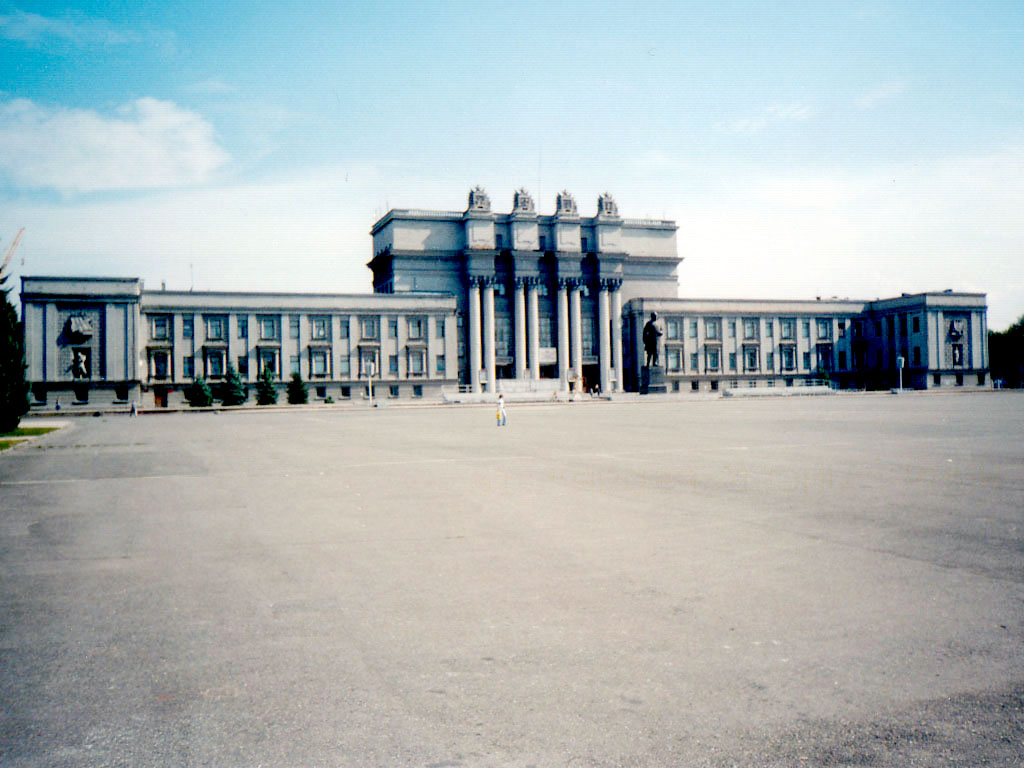
サマーラ・オペラ劇場

サマーラには初等教育から高等教育まで多くの教育機関が集まり、ヴォルガ地方の教育と研究の中心になっている。12の公立大学、13の私立大学、26の単科大学があり、医学、物理学、工学、航空宇宙工学、冶金工業、鉄道工業、電気通信、法学、美術、演劇、音楽などを教えている。
サマーラ国立航空宇宙大学（SSAU）はロシアでも有数の科学技術系大学であり、ロシアの宇宙計画やミサイル防衛を支える人材を輩出している。サマーラ国立大学は法学、社会学などに強い大学である。ロシア科学アカデミーのサマーラ研究センターは、物理学研究所サマーラ支部、理論技術研究所、画像処理システム研究所などからなる。
サマーラには多くの劇場があり、バレエやオペラも上演される。この地に暮らした小説家には、サマーラ付近に農園を買い家族と暮らしたレフ・トルストイ、サマーラで幼少期を過ごしたアレクセイ・ニコラエヴィッチ・トルストイ、ロシア内戦中にこの地で小説を書き続けたチェコの作家ヤロスラフ・ハシェク、この地の新聞社で働いたマクシム・ゴーリキーらがいる。

## スポーツ
サマーラは、ロシアサッカー・プレミアリーグに所属するサッカークラブ、クリリヤ・ソヴェトフ・サマーラの本拠地である。また女子バスケットボールのクラブチーム・VBM-SGAUもあったが、2007年のシーズン前にCSKAに売却されたうえモスクワへ移転してしまっている。
2018 FIFAワールドカップの開催都市のひとつとなり、サマーラ・アリーナが会場として使用された。大会後はロシア・ナショナル・フットボールリーグに所属するクリリヤ・ソヴェトフ・サマーラの本拠地として使用される。

## 経済
主な産品はアルミニウム、航空機、発電機、化学製品、金属、ガスパイプライン部品、ベアリング、ドリル、精密電子機器、クレーンほか建設機械など。N・D・クズネツォフ記念サマーラ科学技術複合の所在地である。周囲の農産物を生かした穀物、ビール・ウォッカなどの酒類、チョコレートなどの菓子などといった食品産業も有名。

### ドルジバパイプライン

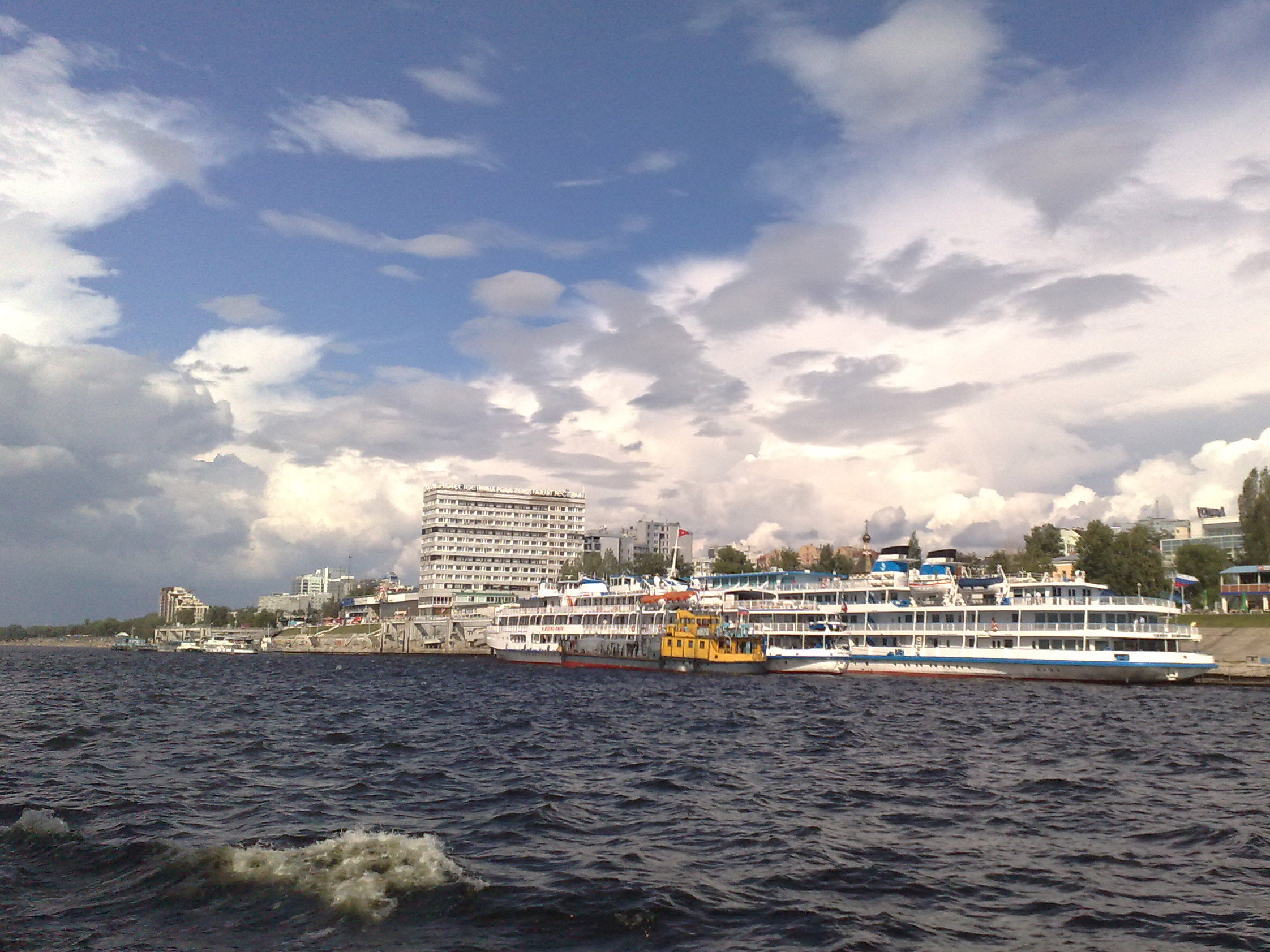
サマーラの港

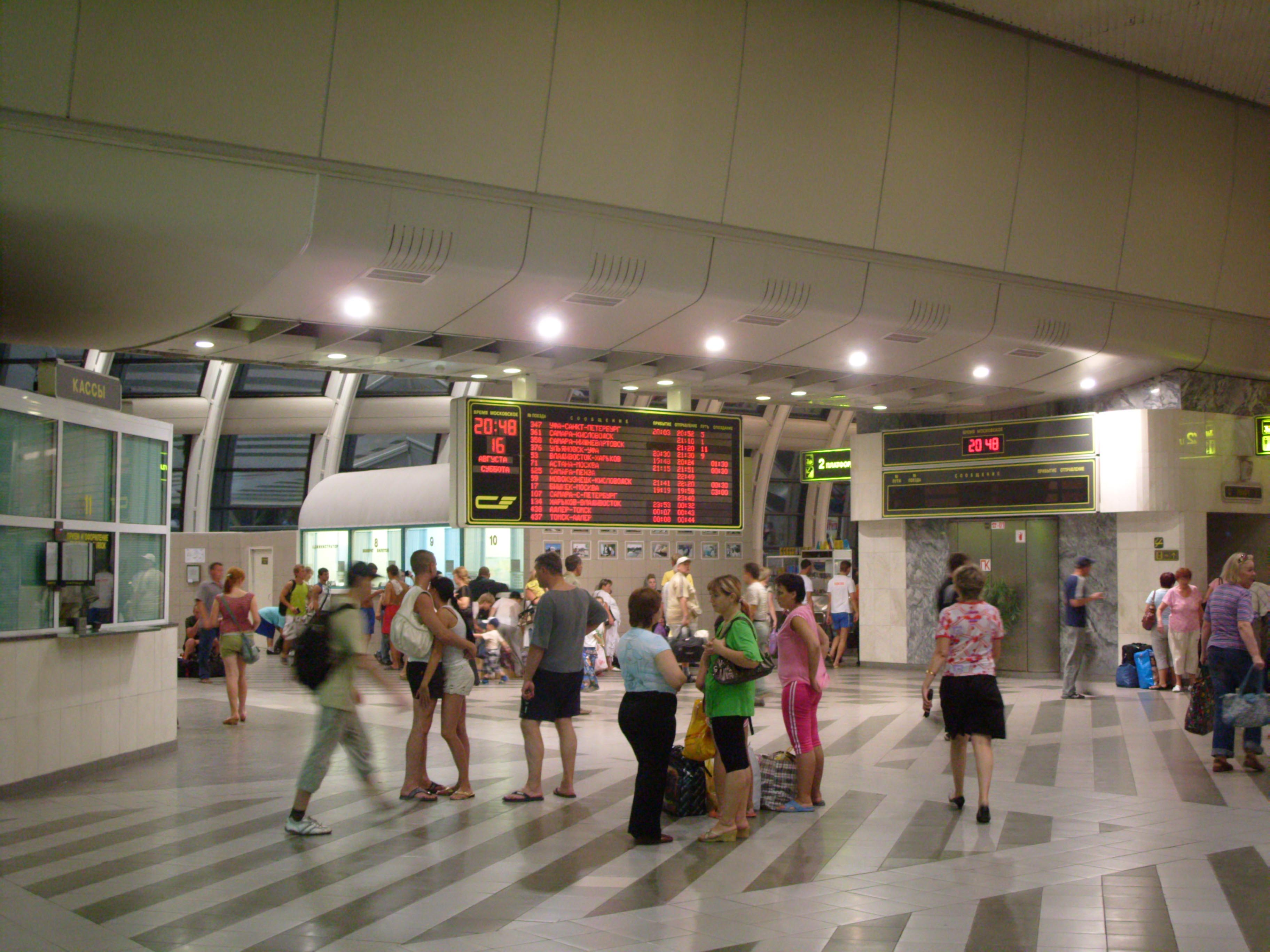
サマーラ駅

1964年、ソ連中央部で産出する石油をエネルギー資源の少ないソ連西部やヨーロッパの社会主義諸国へ供給する目的でドルジバパイプラインが建設された。2009年現在、ドルジバパイプラインはロシアおよびカザフスタン産の石油をヨーロッパに輸出する最大のルートとなっている。サマーラはパイプラインの起点であり、ここには西シベリア、ウラル、カスピ海からの石油が集まってくる。

## 交通
サマーラはヴォルガ地方の交通の中心地のひとつである。クルモチ国際空港（KUF）はロシア国内のほか、中央アジア諸国やヨーロッパ（プラハ、フランクフルト・アム・マイン）などへの便が飛ぶ。
鉄道は、サマーラ駅からモスクワほかロシアの様々な大都市への列車が通る。2001年には新駅舎が完成した。高速道路は、モスクワとウラル山脈地方を結ぶM5幹線道路が通っている。古くから物流の主役であった河川交通も健在であり、川沿いに埠頭などがある。
市内には地下鉄や路面電車が走る。

## 姉妹都市
- - デニズリ、トルコ
- - セントルイス、アメリカ合衆国
- - スタラ・ザゴラ、ブルガリア
- - シュトゥットガルト、ドイツ
- - ドニプロペトロウシク、ウクライナ
- - コペル、スロベニア
- - 鄭州市、中華人民共和国